# بئر صالح
بئر صالح هي مدينة تونسية تتبع ولاية صفاقس و تحديدا معتمدية الحنشة التي تبعد عن مركزها قرابة 11 كلم.

بلغ عدد المدينة حسب إحصاء سنة 2004 638 4 و تعد المدينة مشهورة بسبب كثرة إنتاجها للزياتين وزيت الزيتون. تحتوي المدينة على مكتبة عمومية بفضل مجهودات المجتمع المدني الدولي.